# Anaktalik Brook
De Anaktalik Brook is een 110 km lange rivier in de Canadese provincie Newfoundland en Labrador. De rivier bevindt zich in het noorden van het schiereiland Labrador. 

## Geografie

### Loop
De rivier vindt zijn oorsprong in een merensysteem in het Torngatgebergte op ongeveer 470 meter boven de zeespiegel. De rivier stroomt aanvankelijk 7 km naar het zuiden, om vervolgens abrupt naar het oosten te draaien. Zo'n 3 km verder bevindt zich een 15 m hoge waterval, die het voor trekvissen onmogelijk maakt om verder stroomopwaarts te migreren. De Anaktalik Brook stroomt vanaf daar gedurende 100 km vrijwel kaarsrecht in oostelijke richting door een diep uitgesneden vallei langs een geologische breuk. Halverwege de rivierloop ligt het valleimeer Anaktalik Lake dat 16 km lang en gemiddeld 800 m breed is.
De rivier bereikt uiteindelijk de kop van een baai met het schiereiland Akuliakatak op de zuidoever. De monding ligt 27 km ten westzuidwesten van Nain, de noordelijkste nederzetting van de provincie.

### Stroomgebied
De rivier heeft een stroomgebied met een oppervlakte van 1813 km². Het grenst in het noorden aan het 1606 km² grote stroomgebied de Fraser, een rivier die ongeveer 15 km noordelijker vrijwel parallel aan de Anaktalik Brook loopt doorheen een andere geologische breuk.

## Vissen
In de Anaktalik Brook komen de Atlantische zalm, trekzalm, beekforel en de Amerikaanse meerforel voor.